# David Trezeguet
David Sergio Trezeguet (* 15. Oktober 1977 in Rouen, Frankreich) ist ein ehemaliger französischer Fußballspieler.
Der Welt- und Europameister von 1998 bzw. 2000 spielte von 2000 bis 2010 für den italienischen Rekordmeister Juventus Turin. Seine größten Stärken waren das Kopfballspiel und seine extreme Kaltschnäuzigkeit vor dem Tor. Michel Platini verglich ihn einmal mit Paolo Rossi und gab ihm den Spitznamen Trezegol.

## Karriere
Der Sohn des argentinischen Fußballspielers Jorge Trezeguet wuchs in Argentinien auf und spielte als Jugendlicher für den Club Atlético Platense, einen Verein aus Vicente López im Umland von Buenos Aires. Im Jahr 1996 wurde er mit der französischen U-19-Auswahl Europameister. Die französische Staatsbürgerschaft erlangte er wegen der Herkunft seines Ururgroßvaters. Danach wechselte er zur AS Monaco, bei der er den Durchbruch schaffte. Schon im ersten Jahr wurde er mit seinem damaligen Sturmpartner Thierry Henry Französischer Meister.
Bei der Weltmeisterschaft 1998 in Frankreich wurde Trezeguet mit der französischen Nationalmannschaft Weltmeister und bezwang im Finale den Rekord-Titelträger Brasilien. Trezeguet absolvierte sechs der sieben Spiele und erzielte einen Treffer.

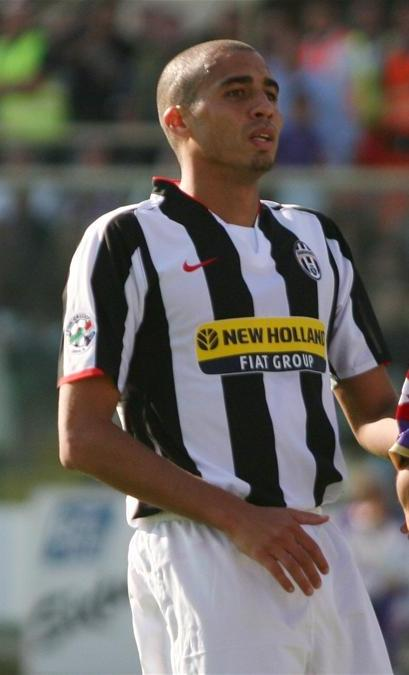
Trezeguet 2007 im Trikot von Juventus Turin

Zwei Jahre später, im Jahr 2000, wurde er vom italienischen Rekordmeister Juventus Turin für etwa 22 Millionen Euro verpflichtet. In diesem Jahr wurde er mit Frankreich auch Europameister und schoss im Finale gegen Italien das Golden Goal zum 2:1-Sieg. In den Saisons 2001/02 und 2002/03 gewann er mit Juventus jeweils die italienische Meisterschaft und die Supercoppa Italiana. Im Jahr 2002 wurde Trezeguet außerdem Fußballer des Jahres in Italien. In der Saison 2002/03 stand Trezeguet mit Juventus im Finale der Champions League gegen den AC Mailand und vergab dort im Elfmeterschießen den ersten Strafstoß.
2006 nahm Trezeguet an der Fußball-Weltmeisterschaft in Deutschland teil. In der Qualifikation hatte er einmal getroffen, gehörte jedoch nicht zum Stammpersonal. Erst im dritten Gruppenspiel spielte er von Anfang an. Die nächsten Spiele wurde er nicht eingesetzt und kam in der 100. Minute des WM-Endspiels gegen Italien auf den Platz. Im Elfmeterschießen verschoss er als einziger Spieler seinen Elfmeter; der Ball prallte an die Unterkante der Latte und sprang aufs Spielfeld zurück, wodurch Italien seinen vierten WM-Titel errang.
Die Saison 2006/07 bestritt er mit Juventus Turin aufgrund des Manipulationsskandals, in den der Verein verwickelt war, in der Serie B. Trotz des Abgangs vieler Stars wie Gianluca Zambrotta, Fabio Cannavaro oder Patrick Vieira blieb Trezeguet seinem Verein auch in der zweiten Liga treu. Er steuerte 15 Tore zum direkten Wiederaufstieg bei, erhielt aber trotzdem eine Vertragsverlängerung bis 2011 nur zu reduzierten Konditionen.
In der Saison 2007/08 erzielte er 20 Treffer in der Serie A und wurde damit hinter seinem Teamkollegen Alessandro Del Piero (21 Tore) Zweiter der Torschützenliste. Trotz dieser Leistung wurde er vom französischen Nationaltrainer Raymond Domenech nicht in den Kader Frankreichs für die Europameisterschaft 2008 berufen. Nachdem Domenech, trotz des Ausscheidens der Équipe Tricolore in der Vorrunde, als Nationaltrainer bestätigt worden war, trat Trezeguet am 9. Juli 2008 aus der Nationalmannschaft zurück.
Im September 2008 musste sich Trezeguet nach einer Verletzung, die er sich im Champions-League-Spiel gegen Zenit Sankt Petersburg zugezogen hatte, einer Operation an beiden Knien unterziehen und deshalb vier Monate lang pausieren. In der Saison 2009/10 spielte er nach seiner langen Verletzungspause wieder eine wichtige Rolle in der Mannschaft und erzielte regelmäßig Tore.
Am 28. August 2010 wurde der Vertrag zwischen Trezeguet und Juventus Turin aufgelöst. Drei Tage später wurde sein Wechsel zum spanischen Erstliga-Aufsteiger Hércules Alicante offiziell, bei dem er einen Zweijahresvertrag unterzeichnete.
Am 30. August 2011 wechselte Trezeguet nach Abu Dhabi zum Klub Baniyas SC. Wegen einer langwierigen Knieverletzung verständigte er sich im November mit dem Verein auf eine Vertragsauflösung.
Am 16. Dezember 2011 wechselte Trezeguet zum argentinischen Zweitligisten River Plate. Zu diesem Verein hat er eine große Verbundenheit, da er in einem Vorort von Buenos Aires aufgewachsen ist. In seiner ersten Saison gelang ihm mit seinem Verein der direkte Wiederaufstieg in Argentiniens Eliteklasse. Während seiner Zeit bei River Plate erzielte er in 38 Spielen 17 Tore, konnte aber wegen einer Knieverletzung seit März 2013 kein Spiel mehr absolvieren und wurde aussortiert.
Am 22. Juli 2013 unterzeichnete er einen Einjahresvertrag beim argentinischen Erstligisten Newell’s Old Boys. Im Sommer 2014 wechselte Trezeguet nach Indien zum FC Pune City. Im Januar 2015 beendete er seine Karriere.

## Erfolge

### Im Verein
- Champions-League-Finale: 2002/03
- Französische Meisterschaft: 1996/97, 1999/2000
- Italienische Meisterschaft: 2001/02, 2002/03, 2004/05*, 2005/06*
- Italienische Serie-B-Meisterschaft: 2006/07
- Französischer Supercup: 1997
- Italienischer Supercup: 2002, 2003

* aberkannt im Rahmen des italienischen Fußball-Skandals 2005/2006

### In der Nationalmannschaft
- Weltmeister: 1998
- Europameister: 2000
- Vize-Weltmeister: 2006

### Individuelle Erfolge und Ehrungen
- UEFA Team of the Year: 2001
- Torschützenkönig der Serie A: 2001/02
- Bester Spieler der Serie A: 2002
- Bester ausländischer Spieler der Serie A: 2002

## Trivia
Der ägyptische Nationalspieler Trezeguet wählte seinen Künstlernamen nach David Trezeguet.